# Barbecue

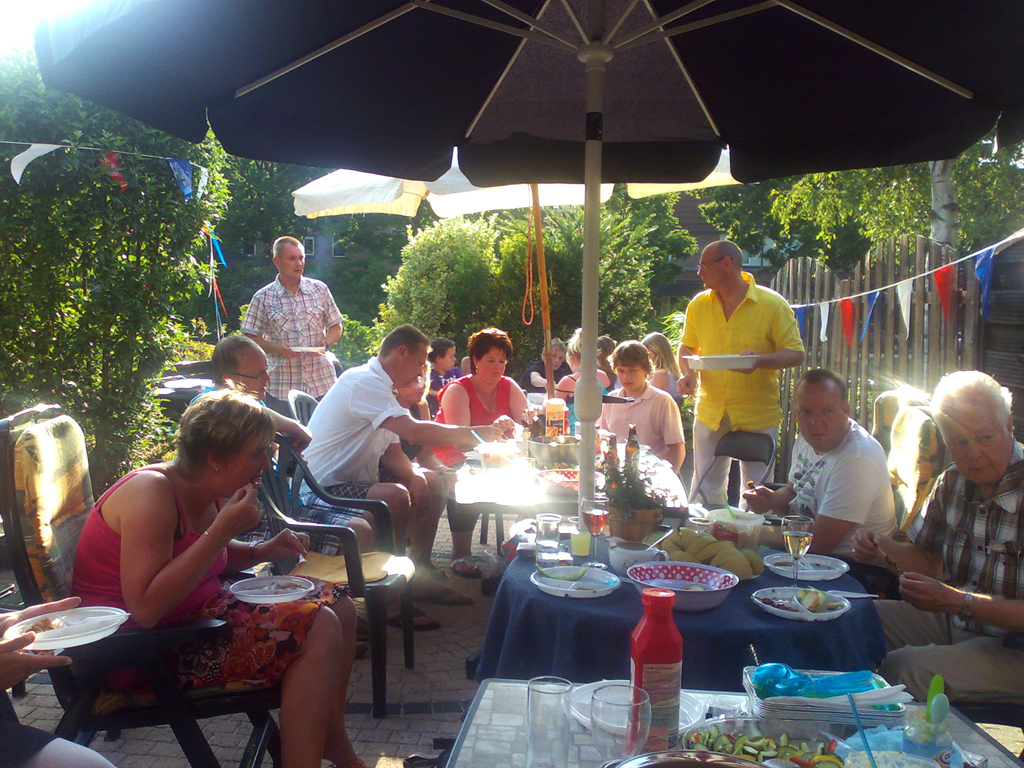
Typische Nederlandse familiebarbecue

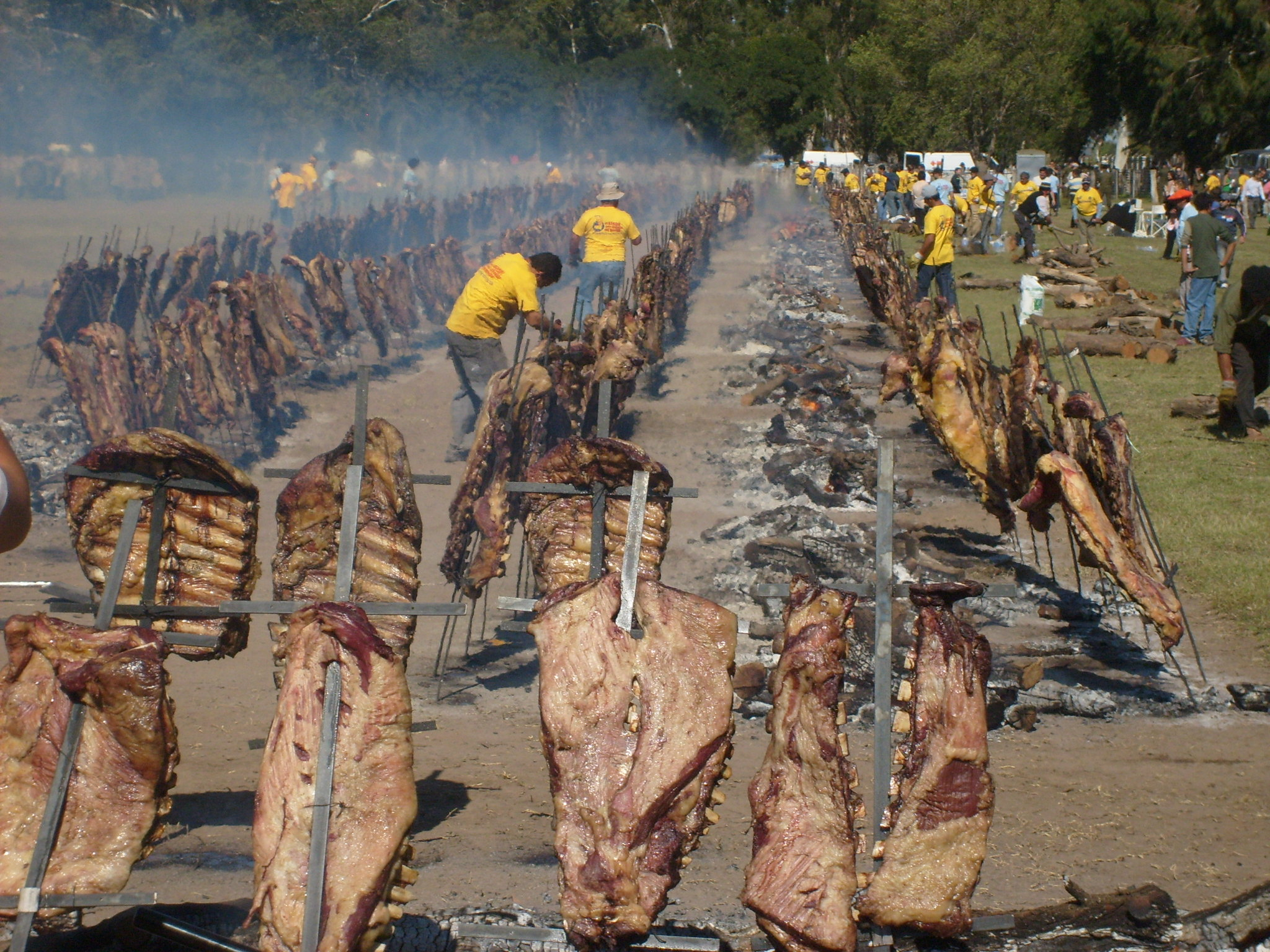
Vlees roosteren in Patagonië, Argentinië

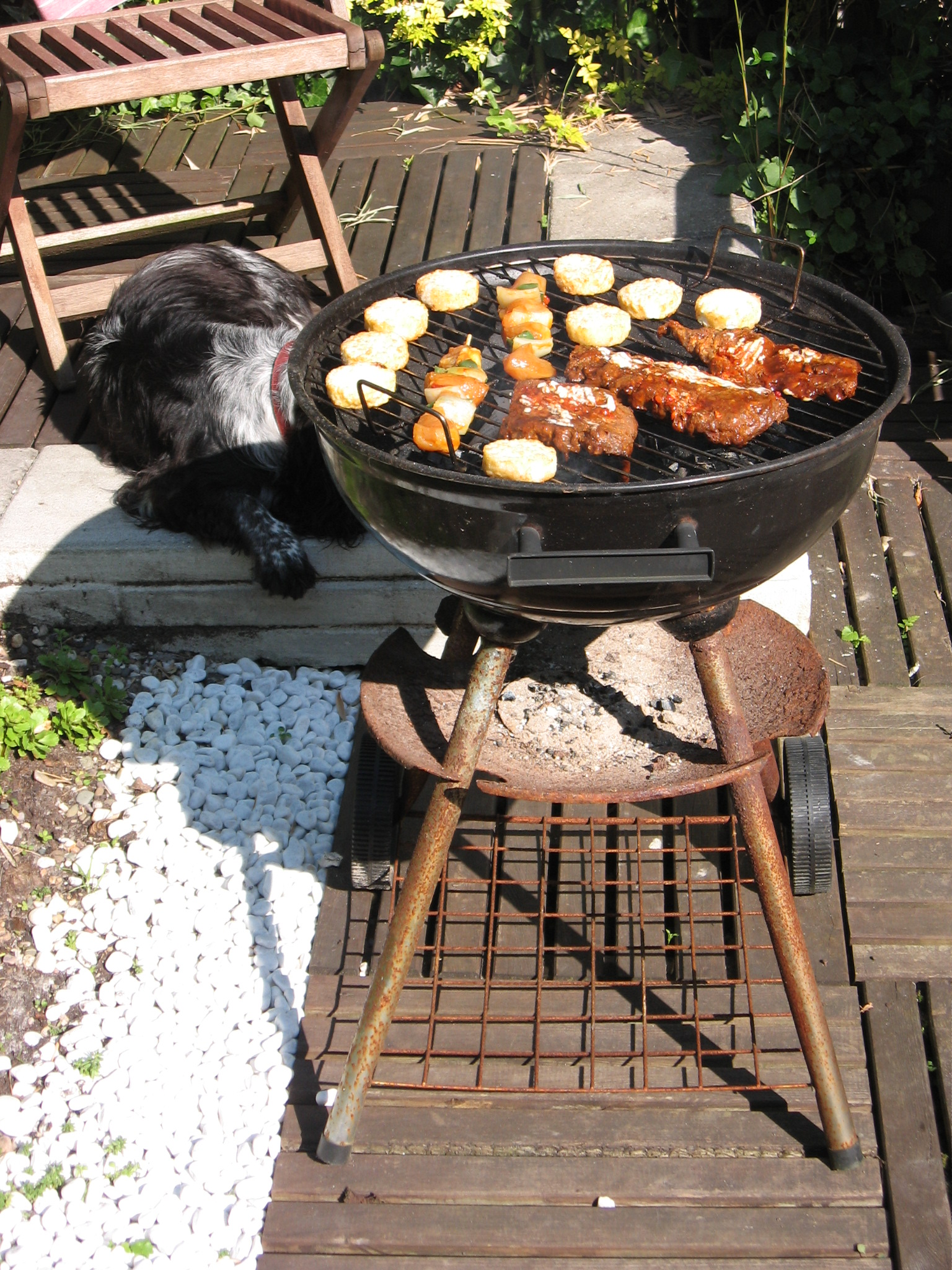
Een moderne houtskoolbarbecue

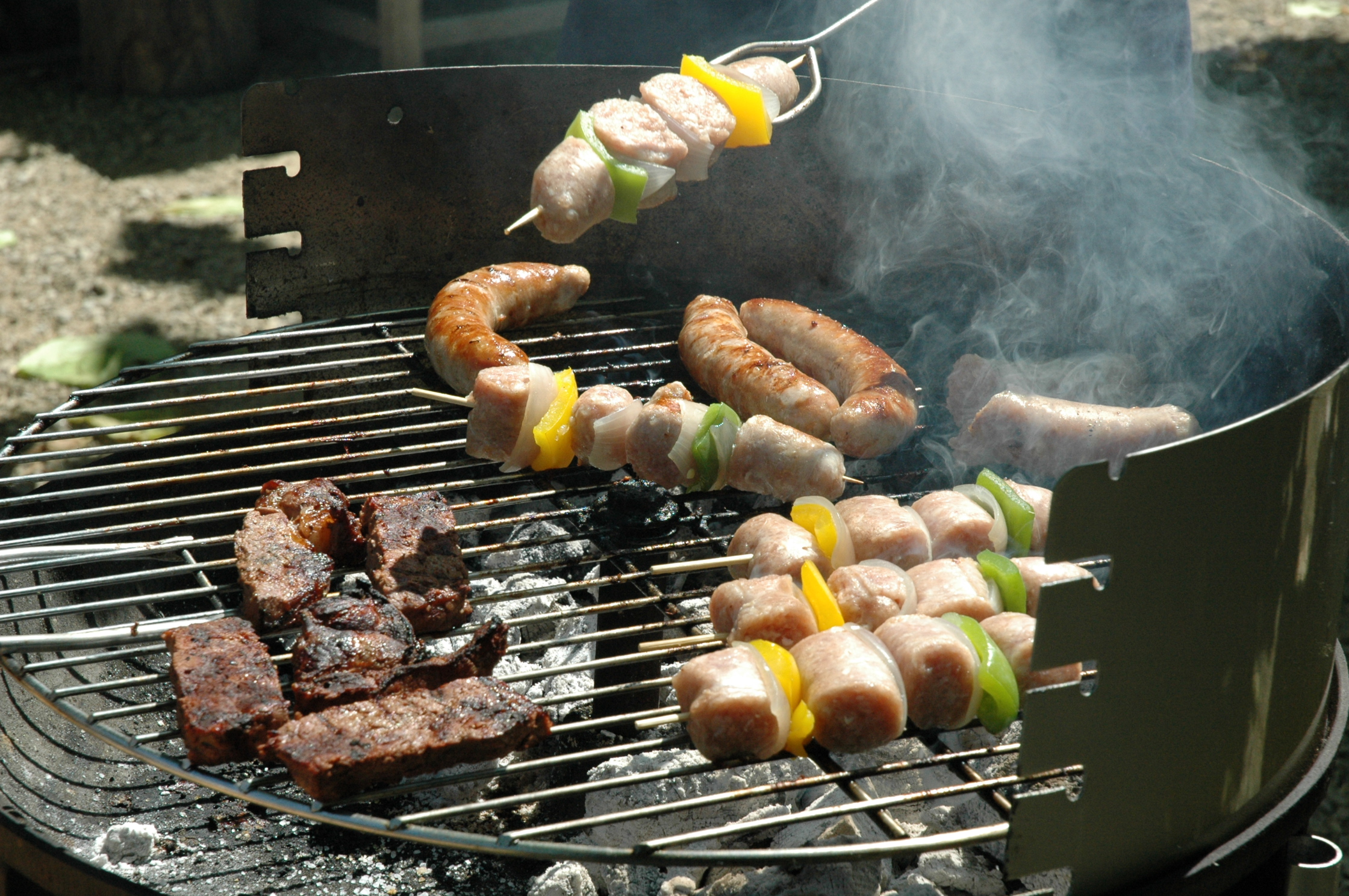
Vlees op de BBQ

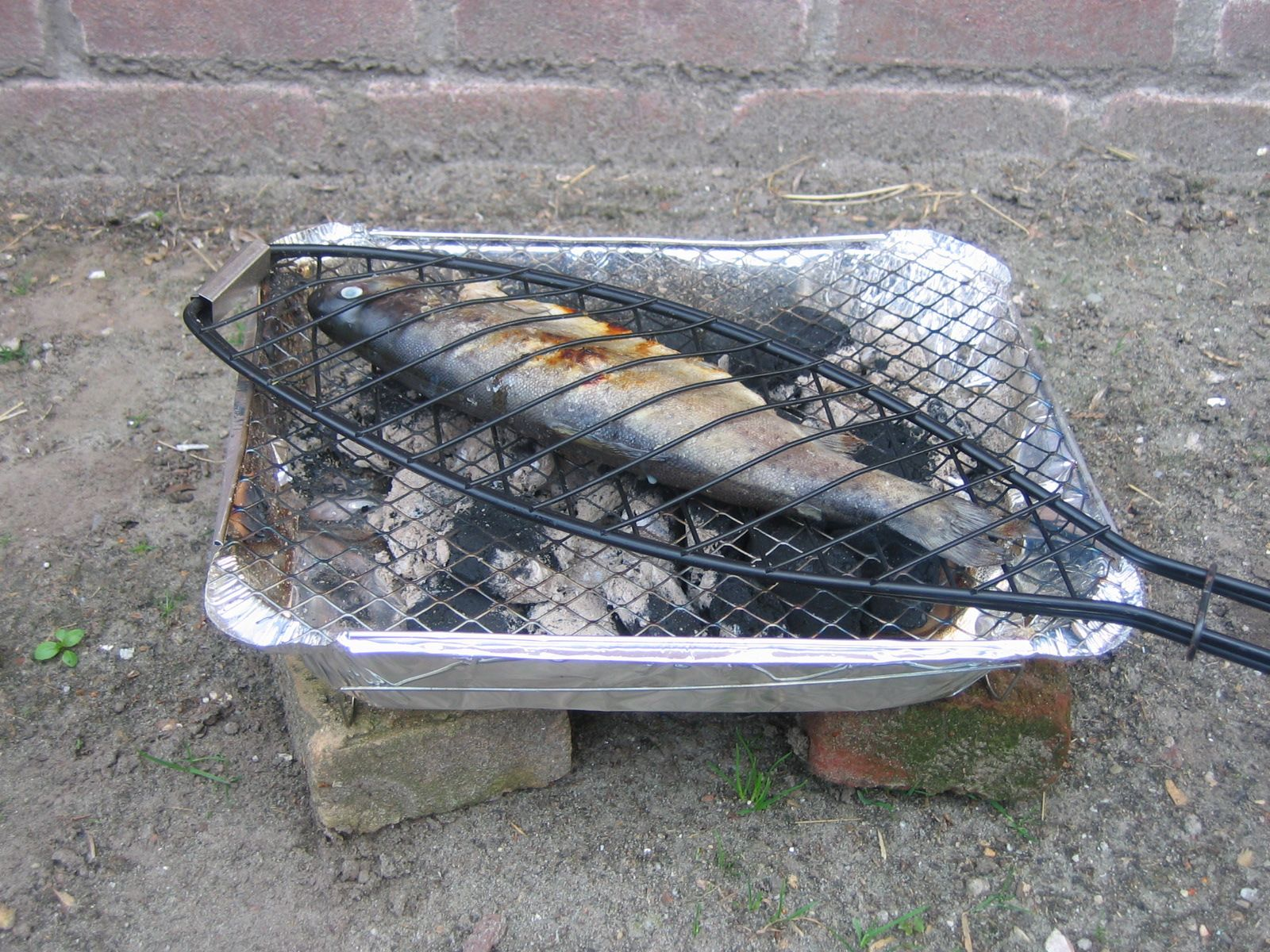
Vis op een wegwerpbarbecue

Het woord barbecue (BBQ of bbq), in sommige Engelstalige landen geldt ook "barbeque" als correcte spelling, kan betrekking hebben op zowel een gebruiksvoorwerp als op een vorm van gezellig samenzijn. Met het voorwerp barbecue, ook wel grill genoemd, bereidt men vlees en andere voedingsproducten door deze te roosteren boven open vuur. Deze kooktechniek, barbecueën of ook wel grillen genoemd, wordt vaak aangegrepen voor een sociaal gebeuren: een barbecue of braai, waarvoor meestal ook gasten worden uitgenodigd. De combinatie van het buiten eten, zomers weer en bewegingsvrijheid zorgt gemakkelijk voor een gezellig of feestelijk gebeuren.

## Geschiedenis
Toen in het Neolithicum de mens had geleerd vuur te beheersen en te maken bracht dit verschillende nieuwe mogelijkheden voor de holenmens in die tijd. In combinatie met de uitvinding van het vuursteenmes kon vlees van het vel worden ontdaan, in stukken worden gesneden, en op een spit worden klaargemaakt. Dit zorgde ervoor dat het vlees makkelijker verteerd kon worden aangezien geroosterd vlees makkelijker verteerbaar is dan rauw vlees.
In de 17e eeuw waren rond de Caribische eilanden Franse en Engelse boekaniers actief. Ze namen van inheemse piraten de techniek over om vlees, vooral van varkens, langzaam te roosteren om het langer houdbaar te maken. Vermoedelijk is ook het woord, dat via het Spaanse barbacoa in het Engels terechtkwam, van Indiaanse afkomst: bijvoorbeeld bij de Taino-indianen betekent barabicu 'het heilige vuurbed'.

## Soorten
Vaak worden de warmte en het vuur van een barbecue, die nodig zijn om te roosteren, gemaakt door houtskool (al dan niet als briketten) aan te steken. Er zijn elektrische barbecues en gasbarbecues beschikbaar, die binnen kunnen worden gebruikt. Daarnaast zijn er pelletbarbecues, die worden gestookt op houtpellets met het gemak van een gasbarbecue. Ook zijn er wegwerpbarbecues voor eenmalig gebruik.
Een aan de barbecue verwante techniek om te roosteren is het schwenkbraten.

### Houtskoolbarbecue
Om de houtskool makkelijk te laten branden, worden aansteekmiddelen zoals aanmaakgel, een grill-aansteekmiddel of aanmaakblokjes gebruikt. Bij aanmaakblokjes heeft men de keuze uit witte en bruine aanmaakblokjes, waarbij de witte doorgaans op basis van lichtere aardolieproducten zijn vervaardigd, en de bruine bestaan uit een mengsel van zaagsel en paraffine of plantaardige oliën. Er wordt afgeraden met spiritus de houtskool aan te steken: dit kan brandwonden opleveren. De houtskoolbarbecue is binnen een halfuur klaar voor gebruik. Door de barbecue eerst goed voor te verwarmen - met een gesloten deksel - wordt het rooster voorbereid. De temperatuur van het vuur is regelbaar met de hoeveelheid zuurstof.

### Gasbarbecue
De gasbarbecue heeft de snelheid als voordeel boven de houtskoolbarbecue. Een druk op de ontstekingsknop en binnen 10 tot 15 minuten is de barbecue gereed. Een gasbarbecue is vrij makkelijk te gebruiken. De branders onderin zorgen voor warmte. Gasbarbecues branden op vloeibaar gas, butaan of propaan. Dit gas staat in de fles onder matige druk; wanneer de druk wegvalt verdampt de vloeistof en wordt het gas. Het vet wordt via gleuven in de grillplaten weggeleid naar een opvangreservoir. De smaak van houtskoolgrillen kan vervangen worden door een rookbox voorzien van houtsnippers met geur, of door specerijen.

### Elektrische barbecue
De elektrische barbecue is binnen enkele minuten opgewarmd. Deze gebruikt ca 2000 W aan elektriciteit, maar brengt geen verkoolde stukken met zich mee. Bovendien koelt deze barbecue na gebruik snel af. Door de constante warmtetoevoer kan het eten snel bereid worden. Deze barbecue is ook binnen te gebruiken, zodat men ook bij slecht weer kan barbecuen. Ook is het hiermee mogelijk om in een flat op het balkon te barbecueën zonder hinder voor de buren, aangezien deze barbecue weinig rook geeft. Daarnaast kan met deze barbecue worden gebarbecued in de buurt van houten gebouwen, op houten terrassen of onder een houten afdak zonder het risico van brandgevaar. Ook een grillplaat kan als elektrische barbecue worden ingezet wat handig is als er geen barbecue voorhanden is.

### Pelletbarbecue
De pelletbarbecue is een elektronisch geregelde barbecue op houtpellets gestookt. De barbecue start automatisch op en binnen 15-25 minuten is deze klaar voor gebruik. De temperatuur wordt ingesteld en door de controller wordt deze gehandhaafd. De houtpellets zijn vervaardigd uit zuiver zaagsel van loofhout. Door verschillende houtsoorten te gebruiken kan men verschillende (rook)smaken aan het eten toevoegen. De pelletbarbecue is indirect gestookt, daardoor verbrandt het eten niet snel. Tevens worden de vetten en sappen, die vrijkomen tijdens het grillen, afgevoerd naar een opvangreservoir.

## Technieken
Er zijn verschillende barbecuetechnieken; direct (grillen) en indirect. Bij directe barbecue ligt het voedsel direct boven de warmtebron. Bij indirecte barbecue wordt het voedsel in de barbecue niet boven maar buiten de directe stralingswarmte van de hittebron geplaatst. Als het deksel op het geheel wordt geplaatst, ontstaat een afgesloten geheel waarbij het voedsel door de indirecte hitte van de hittebron als in een convectieoven gegaard wordt. Door het openen of sluiten van de ventilatieopeningen kan de temperatuur worden geregeld.

## Gezondheid
Bij de indirecte barbecuetechniek (zie paragraaf Technieken) wordt er beter en gezonder gebarbecued dan bij het directe barbecuen, voedsel zal minder snel aanbranden. Erg belangrijk is ook om het voedsel vooraf in te smeren met olie. De olie (en ook een marinade) beschermt het voedsel tegen aanbranden, wat er opnieuw voor zorgt dat de barbecue een stuk minder ongezond wordt. Olie, marinade (natte), kruiden (rubs) en sauzen zijn condimenten en worden vaak gebruikt tijdens de barbecue.
In 2001 is door het Amerikaanse National Cancer Institute een studie gepubliceerd waarin aanzienlijke hoeveelheden benzo(a)pyreen werden aangetoond in doorbakken eten van de barbecue. Vooral biefstuk, stukken kip en hamburgers vielen hierbij negatief op.

## Braadwaar
Voor de barbecue wordt vaak vlees, kip, groente en vis gebruikt.